# El guardià de les paraules
El guardià de les paraules (títol original: The Pagemaster) és una pel·lícula estatunidenca que barreja animació i preses de vistes reals, dirigida per Pixote Hunt, sota el nom de Maurici Hunt, i Joe Johnston, estrenada l'any 1994. Ha estat doblada al català.

## Argument
Per protegir-se d'una tempesta, el tímid tímid Richard Tyler (Macaulay Culkin) entra en una biblioteca deserta i es troba arrossegat en un univers animat i màgic sota la batuta del bibliotecari, M. Dewey (Christopher Lloyd). En aquest món sobrenatural, els personatges llegendaris dels clàssics de la literatura prenen vida. Richard coneix el tristament famós Dr. Jekyll i M. Hyde, troba Moby Dick, es fa amb els brivalls pirates de l'Illa del tresor i s'enfronta a un gegantesc drac que escup flames. Guiat per un trio de llibres parlants, l'Aventura, la Fantasia i el terror, Richard ha de vèncer els seus pitjors temors, esperant tornar al seu món.

## Repartiment
- Macaulay Culkin: Richard Tyler
- Ed Begley Jr.: Alan Tyler, el pare de Richard
- Mel Harris: Clara Tyler, la mare de Richard
- Christopher Lloyd: Senyor Dewey, el bibliotecari
- Patrick Stewart: Aventura (veu)
- Whoopi Goldberg: Fantasia (veu)
- Frank Welker: terror / Drac (veu)
- Leonard Nimoy: Doctor Jekyll i M. Hyde (veu)
- George Hearn: El capità Achab (veu)
- Jim Cummings: Long John Silver (veu)
- Dorian Harewood: Els pirates jamaicans (veus)
- Ed Gilbert: George Merry (veu)

## Al voltant de la pel·lícula
- El nom de M. Dewey, personatge interpretat per Christopher Lloyd, està inspirat en Melvil Dewey, bibliotecari americà que va concebre un sistema de classificació dels llibres, la classificació Decimal de Dewey.[3]
- Es tracta de la tercera col·laboració entre Frank Welker i Leonard Nimoy, després de Star Trek 3: A la recerca de Spock el 1984 i The Transformers: The Movie l'any 1986.[3]
- Quatre actors regulars de l'univers Star Trek apareixen al film: Patrick Stewart, Leonard Nimoy, Whoopi Goldberg i Robert Picardo, així com Christopher Lloyd, que interpretava Kruge, el comandant Klingon de Star Trek 3: A la recerca de Spock.[3]

## Banda original
- Dream Away, interpretat per Babyface i Lisa Stansfield
- Whatever You Imagine, interpretat per Wendy Moten
- Main Title
- A Stormy Ride to the Library
- The Library, The Pagemaster
- Meeting Adventure and Fantasy
- Horror
- Dr Jekyll and M.. Hyde
- A Narrow Escape
- Towards the Open Sea
- Pirates!
- Loneliness
- The Flying Dragon
- Swallowed Alive!, The Wonder In Books
- New Coratge, The Magic of Imagination

## Premis i nominacions
- Nominació al premi al millor film en el festival Fantasporto l'any 1995.[4]
- Nominació al premi al pitjor actor per Macaulay Culkin en els premis Razzie l'any 1995.
- Nominació al Premi Grammy a la millor cançó composta especialment per un film (James Horner, Barry Mann i Cynthia Weil), per Whatever You Imagine el 1996.